# قطعنامه ۳۷۹ شورای امنیت
قطعنامه  ۳۷۹ شورای امنیت سازمان ملل متحد که در تاریخ ۰۲ نوامبر ۱۹۷۵ تصویب شد، سندی بین‌المللی دربارهٔ صحرای غربی است. این قطعنامه طی نشست ۱٬۸۵۲ام    تصویب شد.